# Trichosiphonaphis corticis
Trichosiphonaphis corticis är en insektsart som först beskrevs av Aizenberg 1935.  Trichosiphonaphis corticis ingår i släktet Trichosiphonaphis och familjen långrörsbladlöss. Enligt den finländska rödlistan är arten sårbar i Finland. Arten är reproducerande i Sverige. Artens livsmiljö är parker, gårdsplaner och trädgårdar. Inga underarter finns listade i Catalogue of Life.